# Hugo, Oklahoma
Hugo är administrativ huvudort i Choctaw County i Oklahoma och har fått sitt namn efter författaren Victor Hugo. Orten grundades år 1901.